# Engelhard von Neipperg

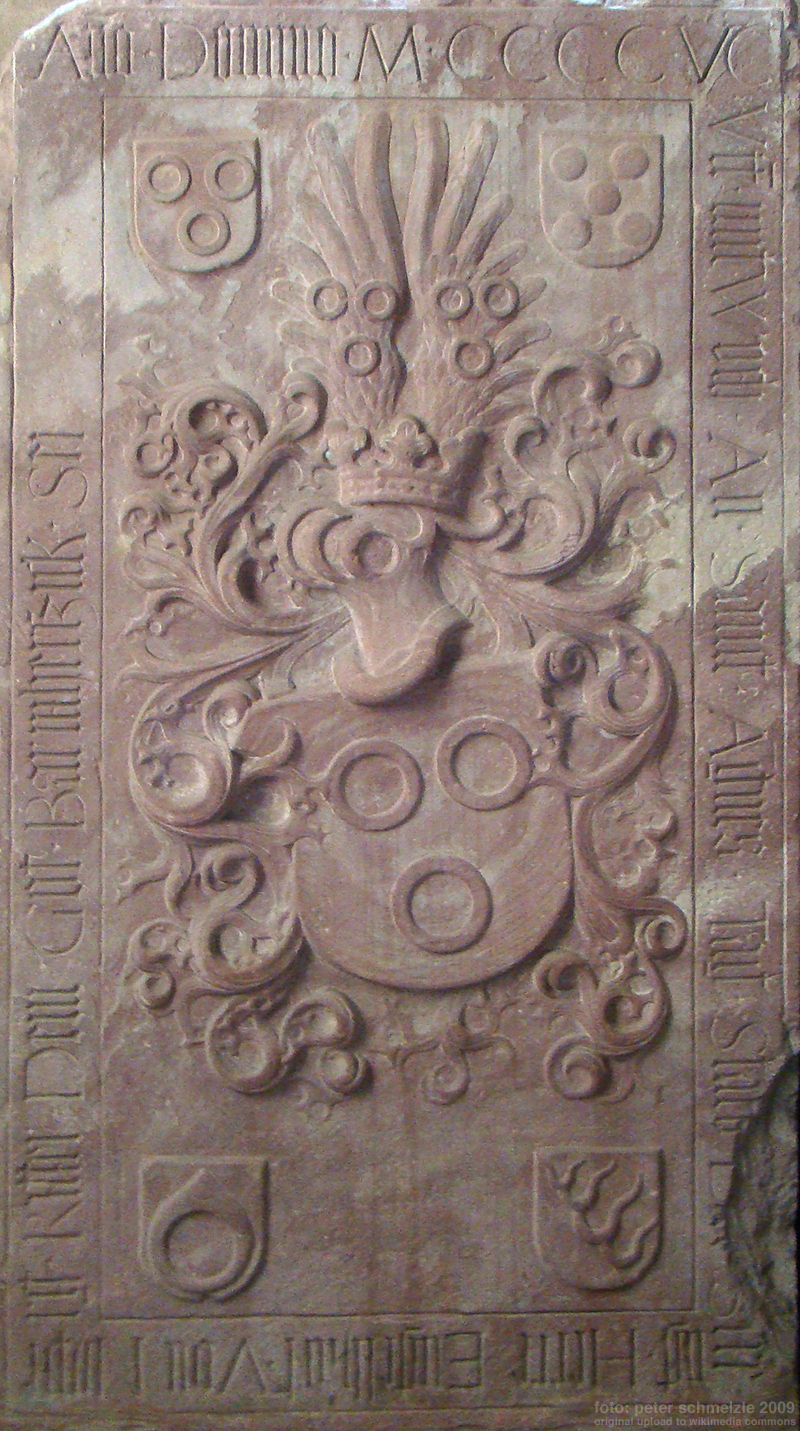
Grabplatte des Engelhard von Neipperg († 1495) in der Stadtkirche Schwaigern

Engelhard von Neipperg (* vor 1443; † 21. Januar 1495) entstammte dem Geschlecht der Herren von Neipperg, einem alten, ehemals reichsunmittelbaren Rittergeschlecht in Schwaben. Die Familie hat ihre Stammsitze in Neipperg und Schwaigern. Engelhard war ein Vertrauter der Pfalzgrafen Friedrich I. und Philipp, bekleidete einige hohe pfälzische Ämter und wurde mit zahlreichen Gütern vor allem in der Pfalz belehnt. Nachdem er etwa 1483/84 den Besitz zweier ohne Söhne gebliebener Brüder geerbt hatte, nahm er seinen Sitz in der Wasserburg Altwiesloch, die zentral inmitten seiner verstreuten Güter lag. 1491 verschrieb er mangels Nachkommen den Neipperger Stammbesitz seinen Neffen, während der größte Teil seines Pfälzer Besitzes entweder an die Sturmfeder von Oppenweiler als Allodialerben kam oder an die Pfalz zurückfiel.

## Familie
Engelhard von Neipperg war der jüngste Sohn des Reinhard II. von Neipperg und der Magdalena von Sickingen, der Tochter des Schwarz-Reinhard von Sickingen und der Katharina von Niefern.

## Leben
Engelhard wird erstmals urkundlich bei der Vorbereitung der Erbteilung seines Vaters 1457/58 erwähnt und war damals wohl knapp volljährig. Sein Erbe umfasste ein Viertel der Stadt Bönnigheim, die als seine Wohnstatt vorgesehen war, Anteile an der Burg Neipperg, am Hof zur Schönecke in Heidelberg und am Freihof in Wiesloch, außerdem Einkünfte in Grauenbrunnen (bei Nußloch, heute abgegangen), Mingolsheim und Dielheim.
Er verdingte sich bereits in jungen Jahren im Dienste des Kurfürsten von der Pfalz, wo bereits der Großvater mütterlicherseits großen Einfluss besessen hatte. Ende April 1460 unterlag er mit den Pfälzern bei Weinsberg in einem Gefecht gegen die Württemberger. Im Juli 1460 siegte er vor Pfeddersheim mit dem Pfalzgrafen Friedrich gegen Kurmainz, Pfalz-Veldenz und Leiningen. Zu dieser Zeit wurde er bereits als Vogt zu Heidelberg bezeichnet. Engelhard und sein Bruder Wendel († 1480) erhielten mit anderen nach der Schlacht bei Seckenheim 1462, in der sie an der Seite des Pfalzgrafen gekämpft hatten, den Ritterschlag. Sein Vetter Wilhelm von Neipperg († 1498), markgräflich badischer Landhofmeister, war unter den Besiegten.
Zeit seines Lebens blieb Engelhard der Kurpfalz aufs engste verbunden, wenngleich er sich in den 1460er und frühen 1470er Jahren zunächst stärker im Elsass engagierte, wo er Pfänder seines Schwagers Jakob von Hohenstein entgegennahm und an einer Silbermine in Oberorschweiler beteiligt war. 1471 nahm er auf pfälzischer Seite an der Belagerung und Einnahme der Stadt Wachenheim teil. 1472 wurde er Marschall des Pfalzgrafen Friedrich, der ihm 1473 die Burghut der Burg Winzingen übertrug, womit er bereits damals das für 1476 bezeugte Vicedomamt zu Neustadt an der Haardt innegehabt haben dürfte. Nach dem Tod des Kurfürsten Friedrich schied Engelhard beim Hof zwar als Marschall aus, blieb aber auch ohne ein offizielles Amt zu bekleiden im Kreis der Vertrauten des neuen Kurfürsten Philipp. 1477 nahm er für diesen die Huldigungen in der Landvogtei Elsass entgegen, 1480 erfüllte er eine diplomatische Mission bei der Vermittlung zwischen dem Bischof von Speyer und der Stadt Worms im Streit um Straßenzölle. 1481 war er Vorsitzender beim pfälzischen Hofgericht.
1478 verabschiedete er gemeinsam mit zahlreichen Adeligen aus dem Kraichgau und dem Odenwald die Statuten der Gesellschaft mit dem Esel. Später vertrat er die Ritterschaft, die man von Seiten der Kurpfalz, Württembergs und des Kaisers zu vereinnahmen trachtete und trat in durchaus heiklen Angelegenheiten als geschätzter Schlichter zwischen den verschiedenen Parteien in Erscheinung.
Von Seiten der Pfälzer Kurfürsten wurde er mit zahlreichen Lehen und amtsweise überlassenen Burgen bedacht, darunter ein Hof zu Maisbach und das Burglehen zu Oppenheim und die Burg Windeck. Vom Speyrer Bischof erhielt er Burg Spangenberg, vom Grafen von Leiningen die Burg Erfenstein, vom Grafen von Pfalz-Veldenz die Burg Scharfenberg.
Nach dem Tod seiner Brüder Hans († 1482) und Eberhard († um 1483/84), die keine Erben hinterließen, übernahm er auch den größten Teil an deren Gütern und Rechten. Er vereinte den alleinigen Besitz der Güter und Schlösser in Neipperg, Wiesloch und Heidelberg auf sich und kam außerdem in den Besitz von Gütern in Schatthausen, Grauenbrunnen, Herxheim, Heilbronn, Adelshofen und Schwaigern. Die Wasserburg Altwiesloch wurde daraufhin sein Hauptwohnsitz. Sie lag zentral inmitten seiner verstreuten Besitztümer und außerdem nahe beim Pfälzischen Hof in Heidelberg.
Erst um 1480 ging er eine Ehe mit Elisabeth von Hohenstein ein, doch haben sich keine Nachkommen mehr eingestellt. 1491 überließ er gegen eine jährliche Leibrente seine gesamten Güter in Neipperg, Schwaigern, Bönnigheim und Adelshofen seinen Neffen Eberhard IV. und Wilhelm von Neipperg. Er selbst behielt seine in der Pfalz gelegenen Güter u. a. in Wiesloch, Weinheim, Heidelberg, Plankstadt, Nußloch und Schatthausen, die nach seinem Tod zum Teil an die Allodialerben aus dem Geschlecht der Sturmfeder von Oppenweiler kamen, zum Teil an die Pfalz zurückfielen, während der Neipperger Stammbesitz bei den Neffen blieb.
Engelhard von Neipperg starb 1495, und sein Grab ist in der Stadtkirche Schwaigern erhalten. Seine Witwe, die den Besitz in Altwiesloch als Witwengut erhalten hatte, ging 1497 eine zweite Ehe mit dem Straßburger Patrizier Dr. Jakob Merswin ein und musste infolge der Wiederverheiratung ihr Witwengut den Allodialerben überlassen. Ihre zweite Ehe war nicht glücklich, bereits nach einem Jahr musste der Kaiser in einer Streitsache schlichten. 1498 hat sich Elisabeth von Hohenstein ins Straßburger Bürgerrecht eingekauft, danach verliert sich ihre Spur.